# Giripurwo (Purwosari)
Giripurwo is een bestuurslaag in het regentschap Gunung Kidul van de provincie Jogjakarta, Indonesië. Giripurwo telt 8031 inwoners (volkstelling 2010).